# Schwimmclub Horgen
Der Schwimmclub Horgen ist ein Verein für Schwimmsport und Wasserball aus Horgen. Die erste Wasserball-Mannschaft ist Schweizer Rekordmeister (30-fach Stand 2015).

## Geschichte
Der Schwimmclub Horgen wurde im Jahr 1926 gegründet und ab 1928 stellte er eine Wasserballmannschaft auf. Die 1. Mannschaft des SC Horgen nahm ab 1947 in der neuen 1. Liga des Schweizer Wasserballs teil. Sie stiegen 1951 die oberste Spielklasse, die Nationalliga A auf, wurden 1952 Vizemeister und 1953 erstmals Schweizermeister in der höchsten Spielklasse.

## Erfolge

### Schweiz
Der SC Horgen wurde 30-mal Schweizermeister, 16-mal Vizemeister, 7-mal landeten sie auf dem 3. Rang der Nationalliga A. Die Mannschaft gewannen mehrmals im Schweizercup und an den Junior- und Jugend-Schweizermeisterschaften.
2007 war das erfolgreichste Wasserball-Jahr des Vereins, die Wasserballmannschaften gewannen alle ausgetragenen Meisterschaften bei den Herren, Damen, Junioren, und Jugend, davon den Titel bei den Damen zum ersten Mal.
Im Jahr 2011 errang die Damenmannschaft den Schweizermeistertitel zum fünften Mal in Folge.
Nach 8-jähriger Durststrecke konnten die Männer des SC Horgen, im Jahr 2015 den langersehnten 30. Meistertitel gewinnen.

### International
International war die Qualifikation für das Halbfinale im Europacup 1977 der grösste Erfolg. Aus politischen Gründen durften am Halbfinalturnier in Belgrad die osteuropäischen Spieler im Horgner Team nicht mitspielen und eine Überraschung blieb aus.

## Ehemalige Spieler
- Nijs Korevaar, Mitglied der Meistermannschaft in den 1960er Jahren[2]